# Mastrus aciculatus
Mastrus aciculatus là một loài tò vò trong họ Ichneumonidae.